# Fünfkampf-Länderkampf der Frauen 1965 Jugoslawien – BR Deutschland
| 3. Leichtathletik-Länderkampf mit bundesdeutscher Beteiligung 1965 | 3. Leichtathletik-Länderkampf mit bundesdeutscher Beteiligung 1965 |
| ------------------------------------------------------------------ | ------------------------------------------------------------------ |
|                                                                    |                                                                    |
| Fünfkampf-Vergleich der Frauen: Jugoslawien – BR Deutschland       |                                                                    |
| Austragungsort                                                     | Celje                                                              |
| Wettbewerbe                                                        | 1                                                                  |
| Datum                                                              | 26./27. Juni 1965                                                  |
| 1. FRG 2. YUG                                                      | 15 Punkte 07 Punkte                                                |
| Chronik                                                            |                                                                    |
| ← YUG-FRG 10kampf (M)                                              | SWE-FRG Geher (M) →                                                |

Den dritten Vergleich des Länderkampfjahres 1965 bestritten die bundesdeutschen Fünfkämpferinnen, die am 26./27. Juni wie die Männer einen Mehrkampf mit Jugoslawien in Celje austrugen. Auch für die Frauen war es nach 1963 das zweite Aufeinandertreffen, das erste hatten die Sportlerinnen aus der Bundesrepublik Deutschland für sich entschieden.

## Wettbewerbe und Modus
Jede Nation stellte vier Fünfkämpferinnen, von denen die drei Besten gewertet wurden. Die Punkte wurden nach folgendem Schema verteilt: 1. Platz: 7 Punkte / 2. Pl: 5 P. / 3. Pl: 4 P. / 4. Pl: 3 P. / …

## Ergebnis
Das in Bestbesetzung angetretene bundesdeutsche Team belegte die Ränge eins, zwei, vier und sechs und gewann damit diesen Vergleich deutlich mit fünfzehn zu sieben Punkten.

### Fünfkampf
| Platz | Name             | Nation | Punkte | 80 m Hürden | Kugel- stoßen | Hoch- sprung | Weit- sprung | 200 m  |
| ----- | ---------------- | ------ | ------ | ----------- | ------------- | ------------ | ------------ | ------ |
| 01    | Ingrid Becker    | FRG    | 4701   | 11,8 s      | 11,57 m       | 1,59 m       | 6,30 m       | 24,6 s |
| 02    | Helga Hoffmann   | FRG    | 4514   | 11,4 s      | 10,55 m       | 1,56 m       | 6,06 m       | 25,6 s |
| 03    | Mariana Lubej    | YUG    | 4512   | 11,1 s      | 09,28 m       | 1,56 m       | 6,02 m       | 25,0 s |
| 04    | Inge Geurtz      | FRG    | 4285   | 11,7 s      | 10,57 m       | 1,56 m       | 5,65 m       | 26,7 s |
| 05    | Dunja Jutronjic  | YUG    | 4147   | 12,2 s      | 11,02 m       | 1,53 m       | 5,47 m       | 27,0 s |
| 06    | Heidemarie Kraft | FRG    | 4101   | 12,7 s      | 12,08 m       | 1,40 m       | 5,67 m       | 26,4 s |
| 07    | Milica Kelc      | YUG    | 2965   | 16,6 s      | 08,06 m       | 1,45 m       | 4,41 m       | 29,2 s |
| 08    | Nada Körende     | YUG    | 2910   | 15,6 s      | 08,72 m       | 1,40 m       | 4,58 m       | 32,0 s |